# Lorenzdorf

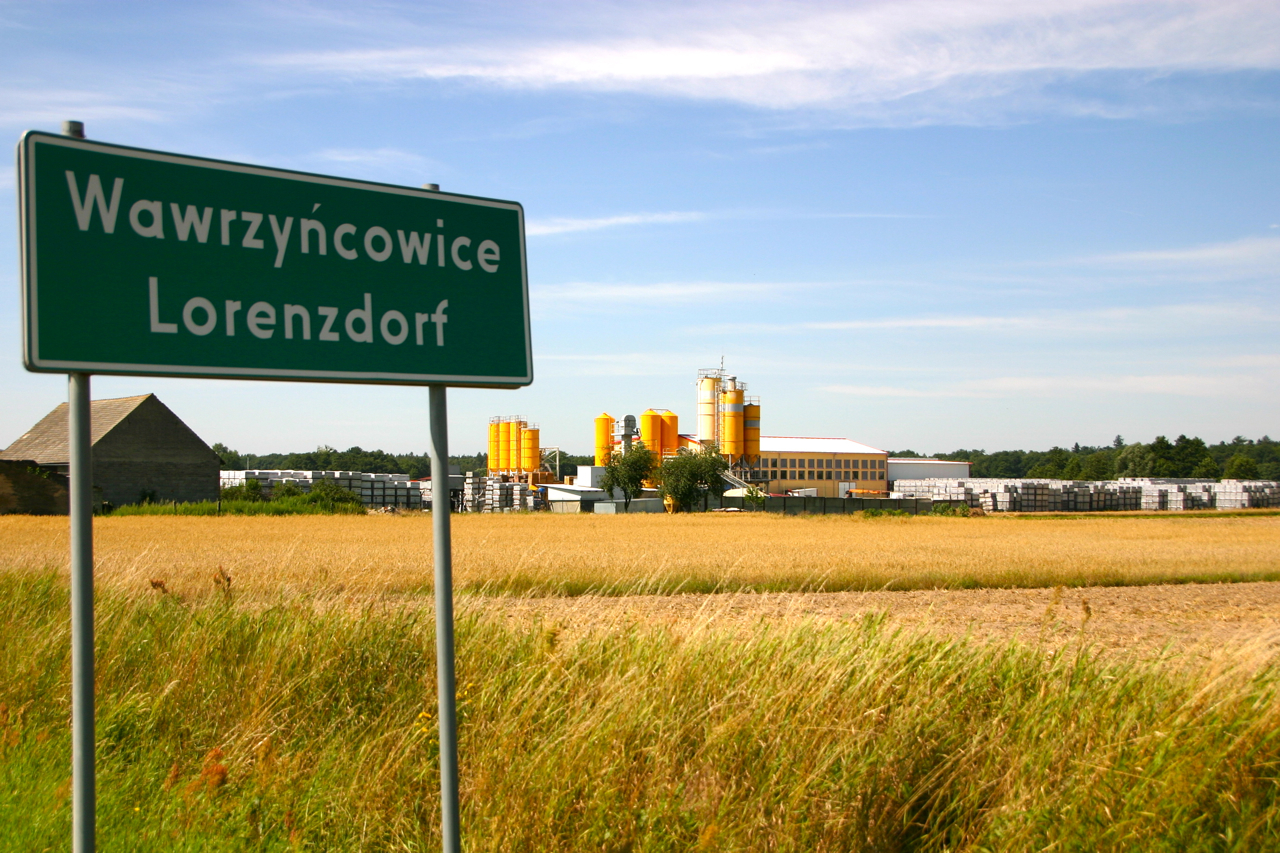
Ortseingang von Lorenzdorf

Lorenzdorf (polnisch Wawrzyńcowice) ist ein Ort in der Stadt- und Landgemeinde Strzeleczki im Powiat Krapkowicki der Woiwodschaft Opole  in Polen.

## Geographie
Das Straßendorf Lorenzdorf liegt sieben Kilometer südwestlich von Klein Strehlitz, zwölf Kilometer südwestlich von  Krapkowice (Krappitz) und 29 Kilometer südlich von Opole (Oppeln) in der Nizina Śląska am Mühlgraben, einem Nebenfluss der Zülz.
Nachbarorte von Lorenzdorf sind im Norden Kujau (Kujawy), im Südosten Neuvorwerk (But) und im Süden Zowade (Zawada) und Mutzkau (Mucków).

## Geschichte

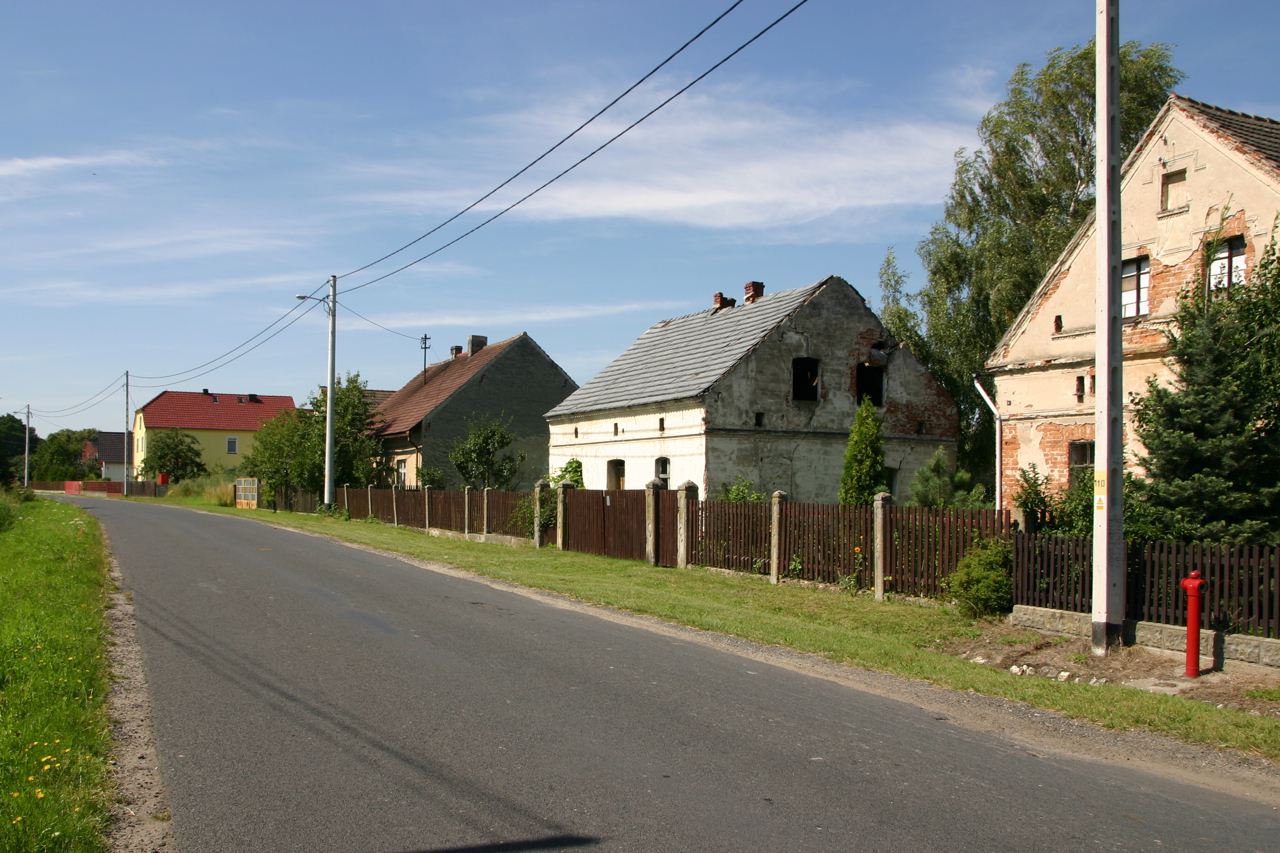
Dorfpartie

Der Ort wurde 1679 erstmals urkundlich erwähnt. Bis 1945 befand sich der Ort im Landkreis Neustadt O.S.
Als Folge des Zweiten Weltkriegs fiel Lorenzdorf 1945 an Polen. Nachfolgend wurde es in Wawrzyńcowice umbenannt und der Woiwodschaft Schlesien angeschlossen. 1950 wurde es der Woiwodschaft Opole eingegliedert. Seit 1999 gehört es zum Powiat Krapkowicki. Am 17. Mai 2006 wurde in der Gemeinde Klein Strehlitz, der Lorenzdorf angehört, Deutsch als zweite Amtssprache eingeführt. Am 24. November 2008 erhielt der Ort zusätzlich den amtlichen deutschen Ortsnamen Lorenzdorf.